# Molodjoschnaja-Station
Koordinaten: 67° 39′ 57,2″ S, 45° 50′ 28,1″ O
Molodjoschnaja (russisch Молодёжная; übersetzt: „Station der Jugend“) ist eine russische (vormals: sowjetische) Forschungsstation in der Antarktis.
Von 1970 bis 1984 wurden in Molodjoschnaja zahlreiche Forschungsraketen, u. a. der Type MMR06, gestartet. Seit 2006 ist sie wieder geöffnet und wird saisonweise betrieben.